# Corbin Fisher
Corbin Fisher ist ein US-amerikanisches Unternehmen mit Firmensitz in Las Vegas, Nevada. Es wurde im Januar 2004 gegründet und spezialisiert sich auf homosexuelle Pornografie. Die Distribution der Pornos verläuft überwiegend digital. Der Name Corbin Fisher ist auf den Gründer zurückzuführen, der unter diesem Pseudonym geschäftlich tätig ist.
Das Unternehmen unterhält neben der Webseite corbinfisher.com weitere Webseiten wie amateurcollegemen.com, amateurcollegesex.com, CFSelect.com, corbinfisherlive.com, corbinscoeds.com und shopcorbinfisher.com.

## Geschichte
Der Gründer von „Corbin Fisher“, Jason Gibson, der unter dem gleichnamigen Pseudonym teilweise geschäftlich auftritt, arbeitete zuvor als Polizeibeamter und als Manager für Ressourcenorientierung. Mit seinem Interesse an der Pornografie filmte er nach der Arbeit Männer an Wochenenden. Im Januar 2004 gründete er schließlich in San Diego die Webseite zu „Corbin Fisher“, wobei das Geschäft schnell wuchs. Die Webseite amateurcollegemen.com wurde auch unter seiner Leitung 2004 veröffentlicht. In einem Interview aus dem Jahr 2006 äußerte er sich zum Geschäft: „Es war eine steile Lernkurve. Ich schaue auf meine ersten Arbeiten zurück und schrecke zurück! Geschlechtsverkehr zu filmen und die richtigen Szenen zu bekommen, während man den Anschein der Natürlichkeit und Spontaneität beibehält, ist nicht so einfach, wie es sich anhört.“
Die Muttergesellschaft von Corbin Fisher wurde 2005 auch vom Geschäftsführer Jason Gibson als Firma „Excelsior Productions“ gegründet. Brian Dunlap wurde hierbei im November 2005 Marketingleiter. Im Februar 2006 war Corbin Fisher der Sponsor von „The Gay Phoenix Forum“, einem Event, das für Webmaster und Besucher von Webseiten mit homosexueller Thematik veranstaltet wurde. Außerdem zog das Unternehmen im Februar 2011 nach Las Vegas, Nevada.

## Produkte
Im August 2006 veröffentlichte Corbin Fisher die Webseite amateurcollegesex.com, die als eine Nische mit Konzeption von heterosexuellen Männern beschrieben wird. Brian Dunlap beschrieb diese Seite mit dem Konzept als Ergänzung zur Webseite amateurcollegesex.com, dass die Jungs heterosexuell seien, auf dieser Webseite man diese sieht, was sie tun, wenn die Kameras nicht an sind, um vermitteln zu können, wer diese Jungs wirklich sind. Im August 2007 hatte amateurcollegemen.com mehr als 500 Solo- und Hardcore-Videos. Im August 2008 wurde Corbin Fisher als eine Webseite beschrieben, die Inhalte anbietet, bei denen homosexuelle Aktivitäten zwischen jungen und attraktiven Jungs von Universitäten gezeigt werden. Außerdem erklärte man, dass die meisten Darsteller heterosexuell seien.
Die erste DVD wurde im September 2008 unter dem Titel The Best of Lucas: Volume I veröffentlicht. Die DVD befasst sich mit fünf Szenen vom damals populären Darsteller Lucas, der einer der ersten heterosexuellen Darsteller war, der auf der Webpräsenz in homosexuellen Sexszenen teilnahm. Bruno Gmunder war für die Distribution der DVDs in Europa verantwortlich.
Im Juli 2009 wählte Bel Ami Corbin Fisher als ersten Kollaborationspartner mit einem Studio in den Vereinigten Staaten für die Produktion des Films „Five Americans in Prague“. Produziert wurde der Film in San Francisco, Prag und Budapest. Die erste Szene wurde bereits im selben Monat veröffentlicht. Die Verhandlung der beiden Unternehmen beinhalteten ein plattformübergreifendes Marketing, und unterschiedliche Zusatzinhalte wurden auf beiden Webseiten veröffentlicht.
Zwei weitere Webseiten guysgonebi.com und corbinscoeds.com wurden im Januar und Februar 2011 veröffentlicht. Bei der ersten Webseite handelt es sich um Videos über jeweils zwei Männer und eine Frau, die sexuelle Akte vorführen. Während viele der dort veröffentlichten Videos auch über amateurcollegesex.com veröffentlicht wurden, blieb die Hälfte der Videos dort exklusiv. Jedoch wurde diese Webseite bereits im Oktober 2011 deaktiviert. Corbinscoeds.com unterhält alle heterosexuellen Szenen von americancollegesex.com und americancollegemen.com.
Mit corbinfisherlive.com wurde im Oktober 2013 erstmals seitens des Unternehmens eine Plattform für Videokonferenzen von Darstellern für die Zuschauer veröffentlicht, wobei die Zuschauer mit den Darstellern chatten können.

## Urheberrechtsklagen
Im Oktober 2009 entschied Corbin Fisher gegen Hunkfest einen Rechtsstreit für sich. Laut Marc J. Randazza, solle Hunkfest Videos von Corbin Fisher illegal über eine mobile App angeboten haben.
Das Unternehmen bekam bei einer Klage im Februar 2010 im Bundesgericht der Vereinigten Staaten 990.000 US-Dollar von einer Privatperson, die 66 DVDs vom Unternehmen illegal kopierte und auf eBay verkaufte.
Im März 2011 verklagte Corbin Fisher 40.000 Menschen aufgrund von Urheberrechtsverletzungen. Dies sorgte für Aufmerksamkeit in der homosexuellen Szene, da viele Jugendliche darunter waren, die durch die Klagen geoutet werden könnten. In den Foren wurde spekuliert, dass damit einige Selbstmord begehen würden. Corbin Fisher jedoch dementierte dies und äußerte sich, dass in keinem Fall der Selbstmord die Folge war. Das Unternehmen kam den Angeklagten entgegen und bot an, eine einmalige Gebühr von 1000 US-Dollar zu zahlen. Nachdem ein schwedischer Mann eine satirische E-Mail an Corbin Fisher schrieb, wurde auch dieser angezeigt. Der Mann schrieb, dass er Inhalte von Corbin Fisher illegal runtergeladen habe und das Geld von einem Topf voll Gold bezahlt werden würde, den er von einem Leprechaun „am Ende des Regenbogens“ bekam.

## Physische Veröffentlichungen
- 2008: The Best of Lucas: Volume 1
- 2008: 3-Ways: Volume 1
- 2009: First Time: Volume 1
- 2009: Lucas & Dawson Down Under
- 2009: Down on the Farm
- 2012: Fraternity / Sorority Mixers
- 2012: Freshman Class: Volume 1
- 2012: Multiplication Tables
- 2013: Pura Vida
- 2013: Magna Cum Loudly
- 2014: Hot, Ripped, & Raw
- 2014: Connor Unleashed

## Auszeichnungen
| Jahr | Preisverleihung                  | Kategorie                                 | Ergebnis  |
| ---- | -------------------------------- | ----------------------------------------- | --------- |
| 2006 | Cybersocket Web Awards           | Adult Gay Megasite                        | Erhalten  |
| 2006 | WeHo Adult Website Awards        | Best Adult Website                        | Nominiert |
| 2006 | Hunky Awards                     | Best Amateur Site                         | Nominiert |
| 2007 | Cybersocket Awards               | Best Original Content                     | Nominiert |
| 2007 | Cybersocket Awards               | Best Amateur Video Site                   | Nominiert |
| 2008 | XBIZ Awards                      | GLBT Web Company of the Year              | Nominiert |
| 2009 | GAYVN Awards                     | Best Site of the Year                     | Nominiert |
| 2009 | GAYVN Awards                     | Best Amateur Site                         | Nominiert |
| 2009 | Grabby Adult Erotic Video Awards | Best Web Based Porn Site                  | Nominiert |
| 2010 | Cybersocket Awards               | Free Speech Coalition Award of Excellence | Erhalten  |
| 2010 | XBIZ Awards                      | GLBT Company of the Year                  | Nominiert |
| 2011 | XBIZ Awards                      | Gay Site of the Year                      | Erhalten  |